# Adam Cwalina
Adam Cwalina (ur. 26 stycznia 1985 w Częstochowie) – polski badmintonista, trener, olimpijczyk z Londynu oraz Rio de Janeiro. Jego pierwszym klubem był BKS Kolejarz Częstochowa. Zawodnik SKB Suwałki.

## Kariera
Urodził się 26 stycznia 1985 roku w Częstochowie. Zawodnik klubu SKP Liptol-Malow Suwałki (trener Jacek Niedźwiedzki). Członek kadry Polski (trener Kim Young Man, Jerzy Dołhan).
Jego największym dotychczasowym sukcesem jest zwycięstwo w Dutch Open Grand Prix 2011.
Na olimpijskich arenach zadebiutował w Londynie w grze podwójnej w parze z Michałem Łogoszem. Na igrzyskach w Rio de Janeiro wystąpił w parze z Przemysławem Wachą.
Po zakończeniu kariery zawodniczej podjął pracę trenera.

## Osiągnięcia
- Yonex Dutch Open – 1. miejsce (2012)[4]
- International Challenge w Dublinie – 1. miejsce (2013)[5][6].

Wielokrotny medalista Mistrzostw Polski;
- w grze podwójnej mężczyzn; (2007, 2008, 2010, 2011, 2013, 2014, 2015, 2016, 2017, 2018, 2019).